# Abd al-Latif al-Baghdadi (kronikarz)
Abd al-Latif al-Baghdadi (arab. ‏عبداللطيف البغدادي‎) – kronikarz arabski, żyjący w XII wieku (urodzony w Bagdadzie 1162, zmarł w Bagdadzie w 1231).